# NGC 5547
NGC 5547 is een spiraalvormig sterrenstelsel in het sterrenbeeld Kleine Beer. Het hemelobject werd op 20 december 1797 ontdekt door de Duits-Britse astronoom William Herschel.

## Synoniemen
- UGC 9095
- ZWG 353.31
- NPM1G +78.0073
- IRAS 14101+7850
- PGC 50543